# Jatara
Jatara là một thị xã và là một nagar panchayat của quận Tikamgarh thuộc bang Madhya Pradesh, Ấn Độ.

## Địa lý
Jatara có vị trí 25°01′B 79°03′Đ / 25,02°B 79,05°Đ Nó có độ cao trung bình là 246 mét (807 feet).

## Nhân khẩu
Theo điều tra dân số năm 2001 của Ấn Độ, Jatara có dân số 15.593 người. Phái nam chiếm 52% tổng số dân và phái nữ chiếm 48%. Jatara có tỷ lệ 57% biết đọc biết viết, thấp hơn tỷ lệ trung bình toàn quốc là 59,5%: tỷ lệ cho phái nam là 65%, và tỷ lệ cho phái nữ là 47%. Tại Jatara, 18% dân số nhỏ hơn 6 tuổi.